# 조지 매카이
조지 매카이(George MacKay, 영어 발음: /məˈkaɪ/, 1992년 3월 13일 ~ )는 잉글랜드의 배우이다. 《피터 팬》 (2003)을 통해 아역 배우로 연기 활동을 시작하였고, 《1917》 (2019)을 통해 이름을 알렸다.

## 출연 작품

### 영화
- 피터 팬 (2003)
- The Thief Lord (2006)
- 디파이언스 (2008) - 아론 비엘스키 역
- 소년들은 돌아왔다 (2009, The Boys Are Back)
- 하우 아이 리브: 내가 사는 이유 (2013)
- 선샤인 온 리스 (2013)
- 런던 프라이드 (2014)
- 캡틴 판타스틱 (2016) - 보 역
- 더 시크릿 하우스 (2017) - 잭 역
- 웨어 핸즈 터치 (2018, Where Hands Touch)
- 오필리아 (2018) - 햄릿 왕자 역
- 켈리 갱 (2019)
- 1917 (2019) - 스코필드 역
- 뉴클리어: 원전 2020 (2019, Nuclear) - 보이 역
- 뮌헨: 전쟁의 문턱에서 (2021)
- 더 비스트 (2023) - 루이스 역
- 디 엔드 (2024)

### 텔레비전
- 버드송 (2012)
- 11.22.63 (2016) - 빌 튀르콧 역